# Henri J. Nijdam
Henri J. Nijdam (pour Henri Jacques Nijdam), né le 30 novembre 1950  à Marseille, est un dirigeant d’entreprise de presse, directeur de la publication et de la rédaction du Nouvel Économiste, de la revue Charles, et directeur de la publication du Quotidien de La Réunio.

## Biographie

### Famille
Henri Jacques Frédéric Nijdam est né le 30 novembre 1950 dans le 9e arrondissement de Marseille du mariage de Johan Nijdam, industriel, et d'Hélène Baude, dite Jabotte Baude-Lacascade.
Divorcé, il est père de trois enfants.

### Formation
Henri Nijdam effectue toute sa scolarité chez les Jésuites à Marseille (École libre de Provence en 1956-1969) et obtient une maîtrise en sciences économiques à l'université d'Aix-Marseille (1969-1972). 

## Carrière professionnelle
Chef de produit marketing chez Colgate-Palmolive de 1973 à 1976, il est ensuite directeur commercial au sein de la régie publicitaire Interdeco de 1977 à 1979, puis directeur marketing chargé du développement pour l’Europe continentale du groupe United Biscuits de 1979 à 1983.
En 1984, il entame une carrière d’entrepreneur et d’éditeur de presse, et rachète en LBO avec Gilles Cahen-Salvador et différents fonds d’investissement le journal Stratégies.
Il cofonde la même année LBO France aux côtés de Gilles Cahen-Salvador et Renato Mazzolini.
Il préside et développe le groupe Stratégies, qu’il inscrit sur le marché libre de la bourse de Paris en 1987, avant d’en céder le contrôle au groupe Reed-Elsevier en 1990.
Depuis 1990, il se spécialise ensuite, en association avec des fonds d’investissements, dans la création, le rachat, le redéploiement de journaux et de magazines  à destination des professionnels ou du grand public : de 1990 à 1997, il est président du groupe de presse Capital Média (L’Éperon, La Revue du vin de France, Le Nouvel Économiste, Votre beauté, Coiffure de Paris, Mariages, Capital Finance, Le Trombinoscope, Pubblicita Italia, Media Italia), et co-opérateur du groupe de presse portugais Media Capital (O’Independente, Diario Economico, Valor, Expansao, Briefing, etc.). Il est président-directeur de la publication du Nouvel Économiste de 1992 à 1996. Il y revient en 2003 et depuis 2004 en est de nouveau le directeur de la publication et directeur de la rédaction, direction qu'il partage jusqu'en 2014 avec Gaël Tchakaloff, la mère de sa fille.
Il est également président-directeur général de la société anonyme Media Capital, depuis la création de la société en 2005.

## Activités complémentaires
Henri Nijdam est détenteur du titre de champion de France 1967 de concours complet d’équitation SHR&U individuel et par équipes.
Parallèlement à son activité professionnelle, il enseigne le marketing et la communication (section économique et financière en 3e année) à l’Institut d'études politiques de Paris (IEP), comme maître de conférence (1976-1979), puis comme chargé de cours (1979-1985).
Il exerce la fonction de juge consulaire au tribunal de commerce de Paris en 2001-2002.
Depuis 1990, Henri Nijdam est gérant de la sarl Compagnie financière de Porquerolles.
De 1996 à 2001, il est l'éditeur de la revue L'Éperon, le plus ancien magazine équestre français.
Le prix du « Manager de l'année » est organisé par Henri J.Nijdam, président du Nouvel Économiste et par Gaël Tchakaloff, directrice déléguée du Nouvel Économiste.